# Drapelul Guineei Ecuatoriale

Raport: 2:3

Drapelul Guineei Ecuatoriale a fost adoptat la 21 august, 1979.
Steagul este un tricolor orizontal, cu benzi de culoare verde, albă și roșie, și un triunghi albastru lângă lance.
- Verdele simbolizează resursele naturale și junglele țării.
- Albastrul simbolizează marea.
- Albul simbolizează pacea.
- Roșul simbolizează lupta pentru independență.

În centrul steagului, pe banda albă, se află stema Guineei Ecuatoriale, cu arborele de mangrove, șase stele aurii, și deviza: Unidad Paz Justicia - Unitate, Pace, Justiție.